# Osová
Osová (do roku 1924 nazývaná Osové, německy Ossowa) je vesnice v okrese Žďár nad Sázavou v Kraji Vysočina na Moravě, část obce Osová Bítýška. Od sousedního Vlkova ji odděluje těleso železniční tratě z Brna do Havlíčkova Brodu, na které byla v roce 2024 zřízena zastávka Vlkov-Osová.

## Název
Původní podoba názvu vesnice byla Osova, bylo to přivlastňovací přídavné jméno k osobnímu jménu Os (totožnému s obecným nářečním os - "vosa") a znamenalo "Osova ves". Už ze 14. století je doložena změna na přídavné jméno se složeným skloňováním, u nějž navíc kolísal rod (Osová/Osové). Ženský rod definitivně stanoven v roce 1924.

## Historie
Podle historických záznamů zde již v roce 1348 stál vodní hrad Osové, obklopený rybníky a močály. V roce 1540 je hrad zmiňován jako jako pustý a roku 1638 vyhořel. V závěru 17. století byl na místě někdejšího hradu vybudován barokní čtyřkřídlý zámek. Je obdélníkového půdorysu s průčelím obráceným k jihovýchodu, příjezdová cesta je lemována rybníky. Součástí památkově chráněného areálu je zámecký park s drobnými stavbami a vodotečemi. Po roce 1945 zámek pustl. V 90. letech 20. století zámek získal soukromého majitele, který objekt postupně rekonstruuje.
Nedaleko zámku Osová stojí kaplička, která byla postavena poblíž studánky, kterou zbudovala hraběnka Haugvicová z Osové kolem roku 1860 na poděkování zázračného uzdravení. Přivezla sochu Panny Marie z Itálie. Nyní je v kapličce umístěna nová socha Panny Marie, jejímž autorem je sochař Lubomír Lacina z Velké Bíteše.[zdroj?]
Kolem roku 1880 byla postavena boží muka u cesty, která v 50. letech 20. století zmizela.[zdroj?] Tuto cestu přetínala vlaková trať, vybudovaná v době druhé světové války jako trať z Brna do Prahy po českém území, zprovozněná v roce 1953. Z období Prahy v roce 1951 ještě stála na mezi nad studánkou dělnická bouda. Studánka byla zničena a zasypána. Bouda o několik měsíců později shořela.[zdroj?] Pramen časem zarostl, ale místní chodili pro vodu a pramen se studánkou obnovili. V roce 2012 byla vyčištěna a opravena místními obyvateli. Červená rula je z původní studánky. Před obnovou byla kaplička nahnutá, nyní po terénních úpravách se postupně vrací na své místo.[zdroj?]

## Pamětihodnosti
- Zámek Osová – barokní, klasicistně upravený zámek s parkem[5]
- Barokní sýpka – dvoupatrová hospodářská stavba z roku z roku 1669[7]

## Rodáci
- Jindřich Haugwitz – šlechtic, správce náměšťského panství
- Páni z Osového – rod z Osového
- Miloslav Dočekal - emeritni policejní rada

## Galerie

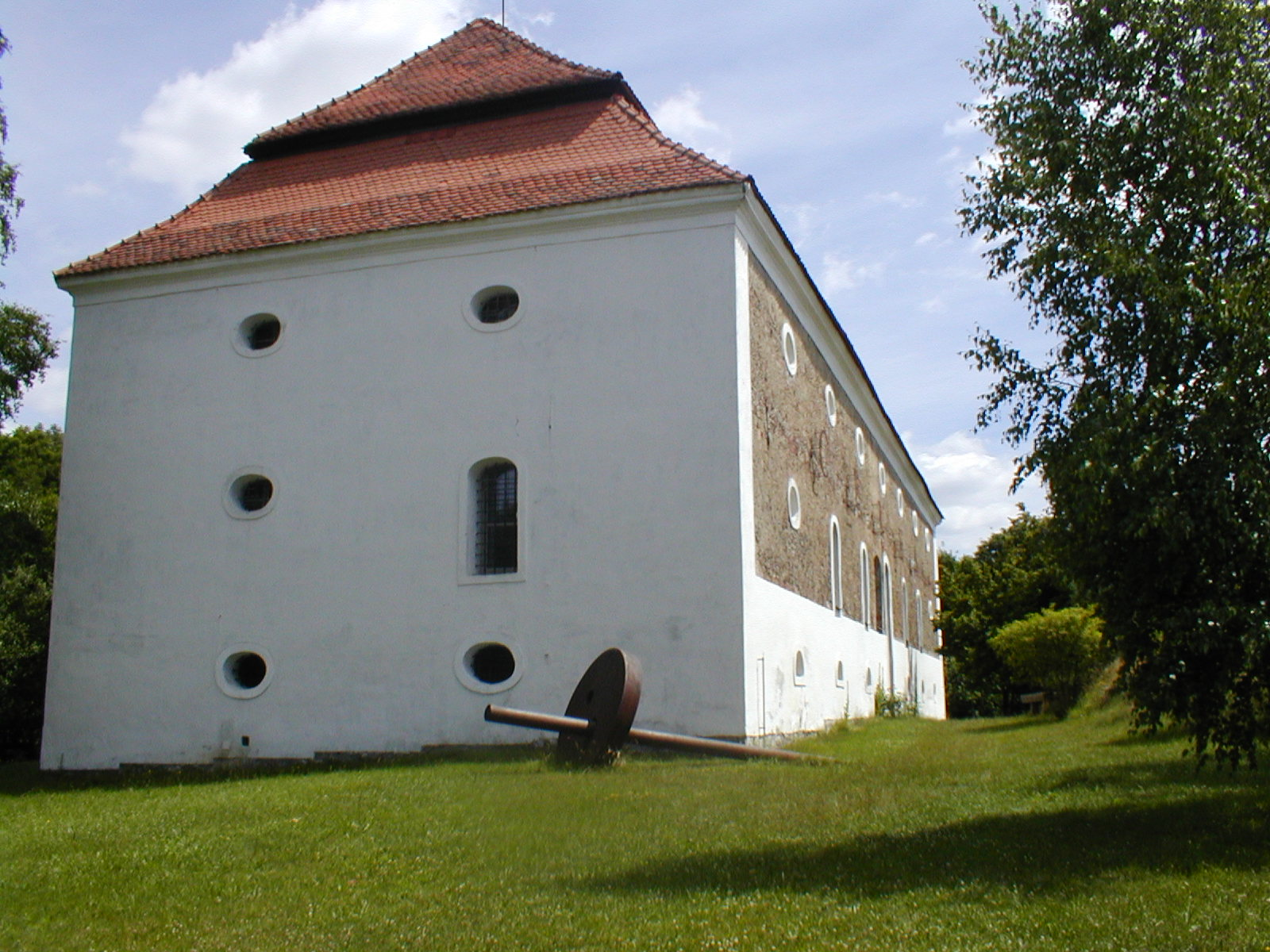
Barokní sýpka sloužící jako galerie
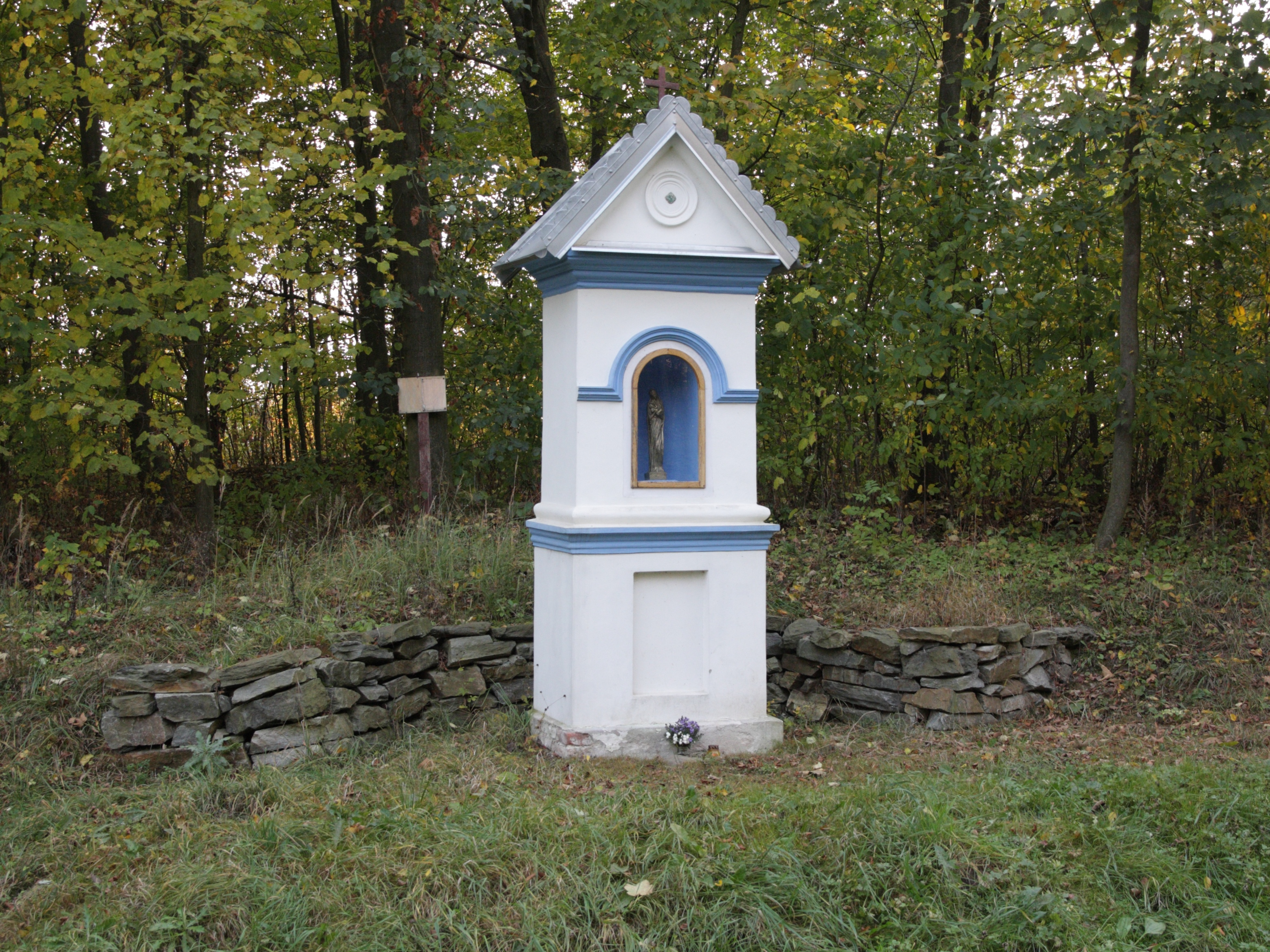
Výklednková kaplička u studánky
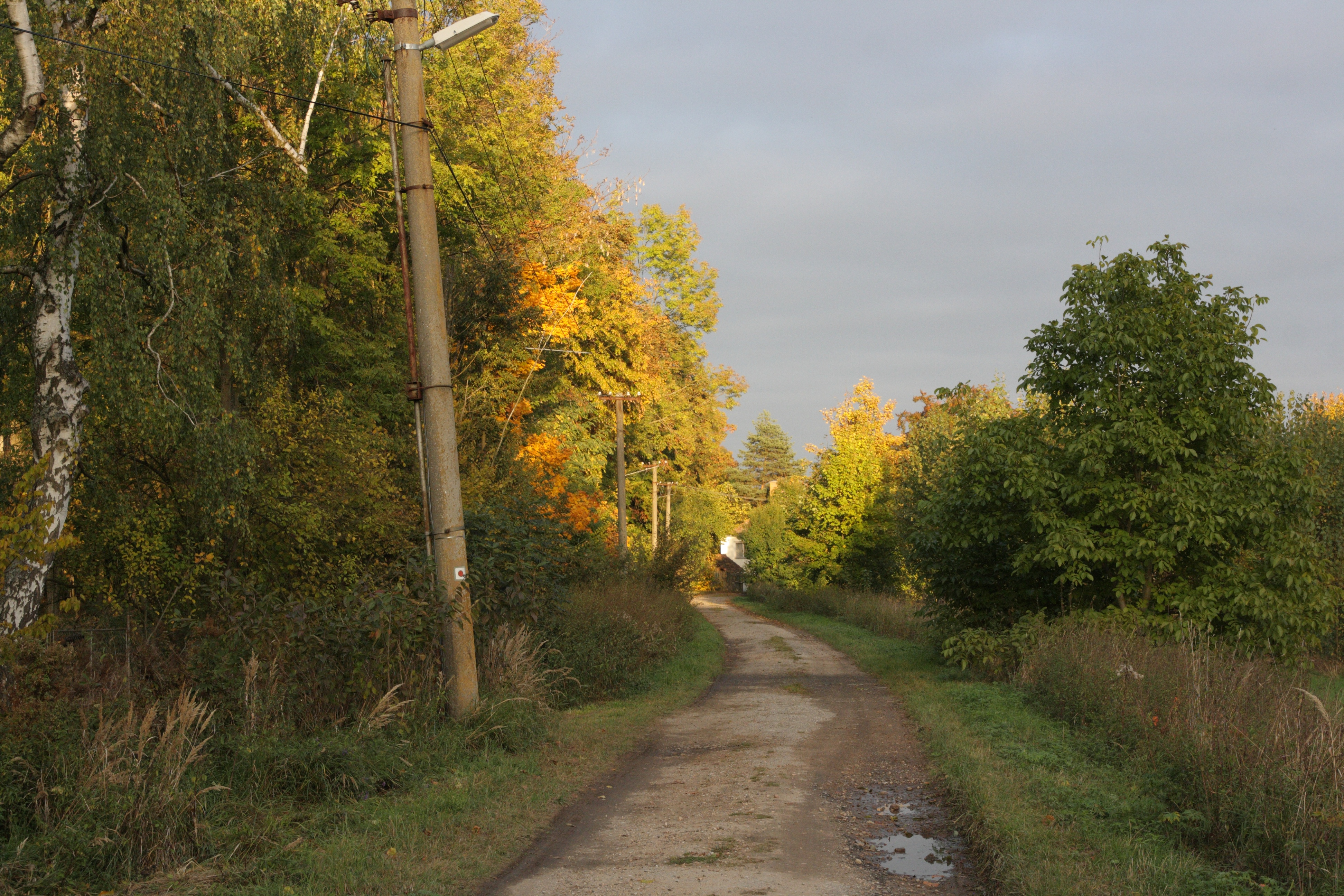
Cesta od studánky k zámku
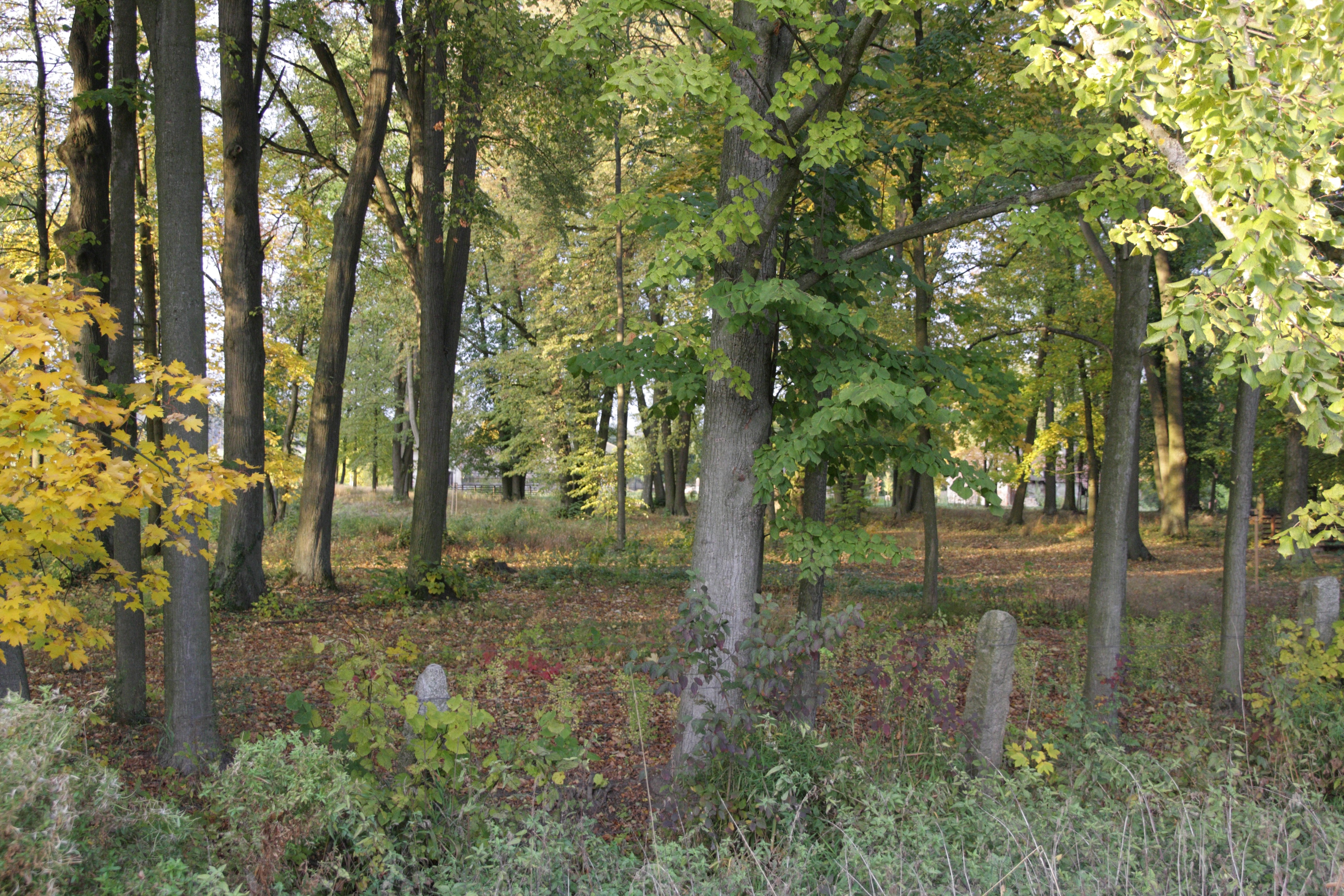
Zámecký park
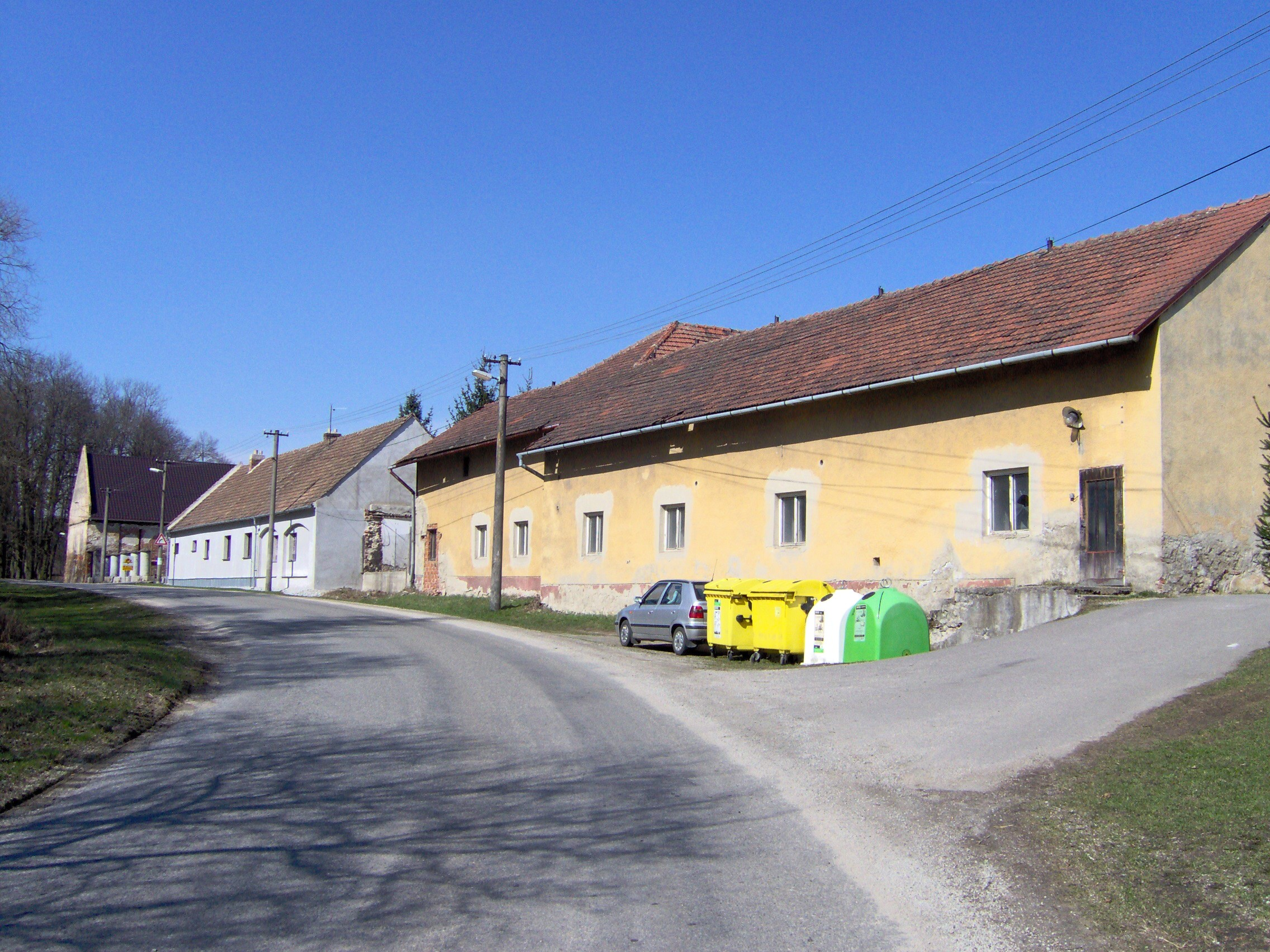
Domy v Osové
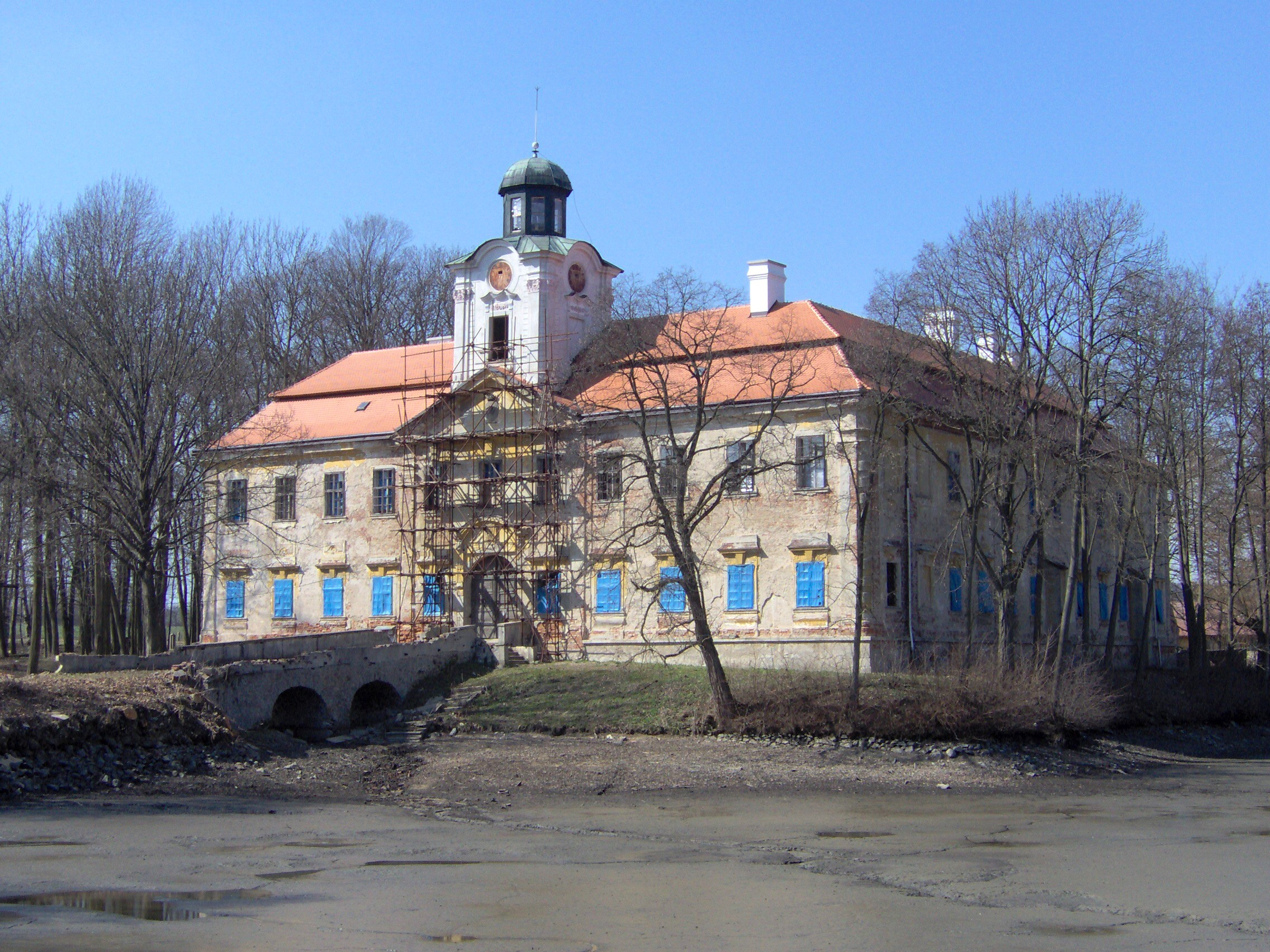
Zámek na břehu rybníka Okolníku (rok 2010)
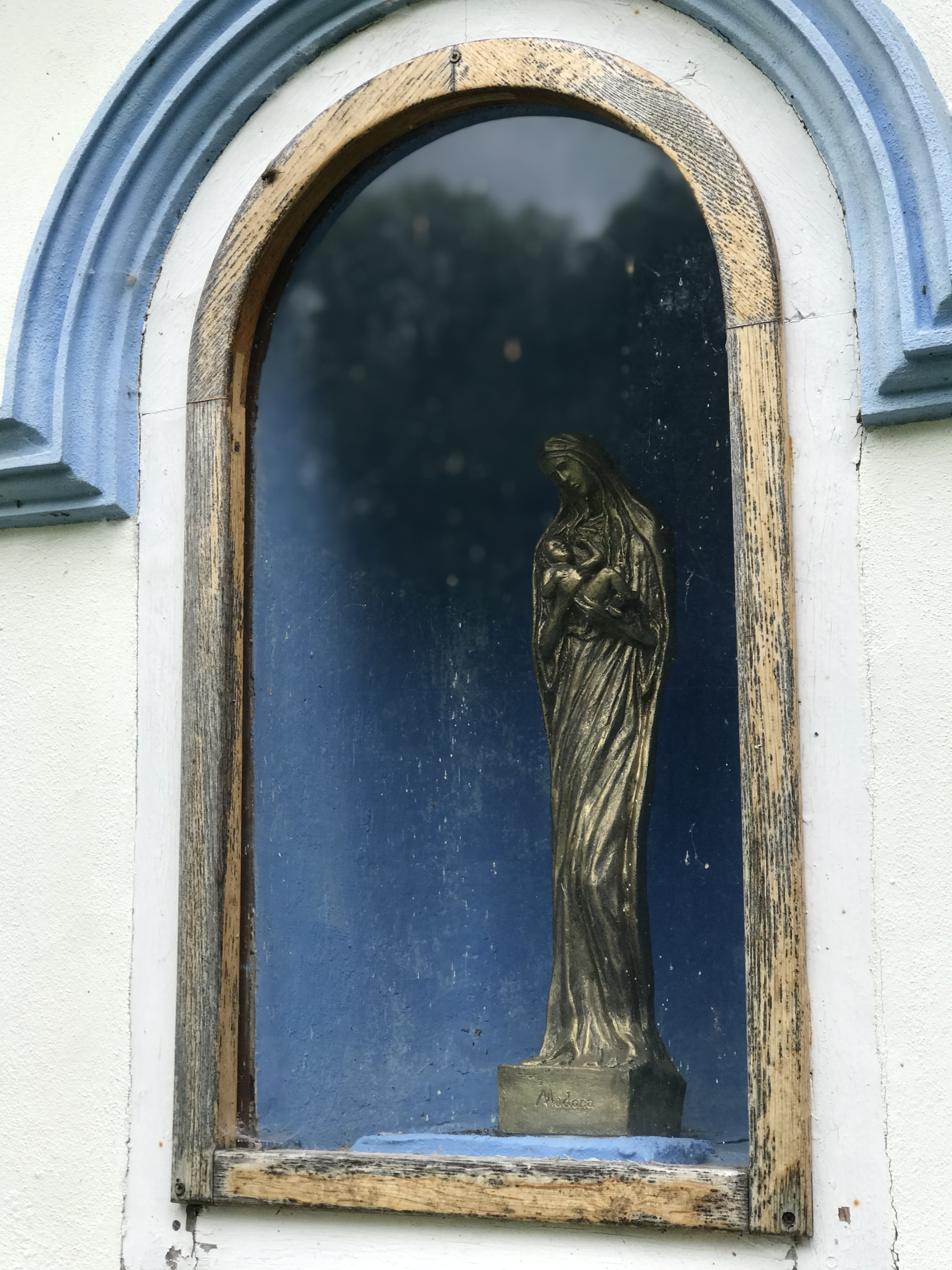